# Gène klotho
Pour les articles homonymes, voir Clotho (homonymie).
Le gène KL est le gène codant la protéine Klotho qui est impliquée dans le processus de vieillissement. Il est situé sur le chromosome 13 humain.
Son rôle dans le processus de vieillissement a été mis en évidence en 1997, une étude montrant qu'un défaut d'expression du gène chez la souris entraînait un syndrome ressemblant au vieillissement humain : durée de vie réduite, infertilité, artériosclérose, atrophie cutanée, ostéoporose et emphysème. Une étude également menée sur des souris publiée en 2005 a trouvé que la surexpression de Klotho était à l'inverse associée à une augmentation de leur durée de vie.
Ce gène est exprimé dans plusieurs tissus. Le gène code la protéine transmembranaire Klotho associée aux bêta-Glucuronidase qui serait un cofacteur d'un facteur de croissance fibroblastique : FGF23. Elle augmente l'activité de certains canaux calciques (TRPV5 et TRPV6). La vitamine D pourrait moduler son activité.
Son déficit favoriserait l'apparition de calcifications vasculaires chez la souris et chez l'homme en entraînant une dysfonction de l'endothélium des vaisseaux.
Le nom « Klotho » fait référence à la Moire Clotho (Κλωθώ / Klôthố, « la Fileuse ») qui tisse le fil de la vie de la mythologie grecque.

## Fonction
Klotho est une protéine transmembranaire qui, parallèlement à d'autres fonctions, permet un certain contrôle de la sensibilité de l'organisme à l'insuline et semble être impliquée dans le vieillissement. La protéine Klotho est associée aux bêta-Glucuronidase (EC 3.2.1.31) et est capable d'hydrolyser les stéroïdes β-glucuronides. Des mutations génétiques de la protéine Klotho ont été associées à un vieillissement humain accéléré. Le taux de concentration de la protéine Klotho dans le sérum diminue avec l'âge.
La liaison de certains facteurs de croissance de fibroblastes (FGF) à savoir FGF19, FGF20 et FGR23, à leurs récepteurs de facteur de croissance de fibroblastes, est favorisée par leur interaction avec Klotho.
Les souris déficientes en Klotho manifestent un syndrome ressemblant à un vieillissement accéléré. Les souris présentent une artériosclérose étendue et accélérée, une vasodilatation déficiente de l'endothélium et une angiogenèse altérée, ce qui suggère que la protéine Klotho peut protéger le système cardiovasculaire par la production de NO dérivée de l'endothélium. Une étude a trouvé qu'inversement, des souris génétiquement modifiées afin de provoquer une surexpression de Klotho avaient une durée de vie moyenne entre 19 % et 31 % supérieure à celle des souris normales.
Le mécanisme d'action de Klotho n'est pas entièrement compris, mais elle modifie l'homéostasie du calcium cellulaire, en augmentant l'expression et l'activité de TRPV5 et en diminuant celle de TRPC6. Additionnellement, Klotho augmente l'expression membranaire du canal potassique ROMK. Les souris génétiquement modifiées pour présenter un déficit en Klotho montrent une augmentation de la production de vitamine D, et l'altération de l'homéostase des ions minéraux est suggérée comme étant une cause de vieillissement prématuré. En effet, la diminution de l'activité de la vitamine D par restriction alimentaire prolonge la survie des souris mutées. Ces résultats obtenus sur des souris présentant un phénotype semblable au vieillissement prématuré chez l'humain suggèrent que ce vieillissement est dû à des anomalies métaboliques de la vitamine D associées à la protéine Klotho (hypervitaminose),,,.
La protéine Klotho fonctionne comme une hormone circulante qui se lie à un récepteur de la surface cellulaire et réprime les signaux intracellulaires de l'insuline et du facteur de croissance 1 de l'insuline (IGF1), un mécanisme conservé par l'évolution pour prolonger la durée de vie. D'après les auteurs de l'étude de 2005 sur des souris, la protéine Khloto semble fonctionner comme une « hormone anti-âge » chez les mammifères.

## Liens suggérés avec la cognition et la neurodégénération
Une étude de 2003 menée sur des souris génétiquement modifiées a suggéré que le gène pourrait être impliqué dans la régulation des défenses antioxydantes dans le cerveau. Cette piste a été confortée par les résultats d'une étude in vitro de cellules d'hippocampe de rat et de souris publiée en 2014.
Une étude publiée en 2014 a trouvé une association positive, dans un échantillon de 718 Américains âgés de 52 à 85 ans et chez les hétérozygotes seulement, entre la possession de l'allèle KL-VS du gène et la performance à des tests cognitifs. Cette étude a également trouvé que l'élévation expérimentale du niveau de khloto chez des souris (par injection) augmentait significativement leurs performances à des tests cognitifs, semblant contrecarrer certains déficits cognitifs indépendamment de l'âge des souris. Selon cette étude, l'élévation du niveau de la protéine augmente l’activation des NMDAR, un récepteur au glutamate. L'auteur correspondant de l'étude a déclaré dans la presse qu'élever le niveau de la protéine pourrait en théorie élever le QI de jusqu'à six points, mais cette estimation n'est pas étayée dans l'article scientifique publié.
Une étude ultérieure du même groupe a trouvé que la surexpression de KL augmentait la plasticité synaptique et améliorait la cognition chez des souris génétiquement modifiées. Un autre groupe a rapporté en 2017 que de manière surprenante, malgré l'imperméabilité à la barrière hémato-encéphalique, l'administration périphérique de fragment de protéine α-klotho (αKL-F) induisait une amélioration cognitive et une résilience neurale chez les souris jeunes et âgées. Selon leurs auteurs, ces études faites sur des souris suggèrent que la protéine pourrait être utilisée dans le traitement des maladies neurodégénératives telles que Alzheimer et Parkinson. Cependant, il semblerait que le génotype homozygote rs9536314 GG se traduise par un effet inverse, une baisse des performances cognitives et de la longévité, ce qui expliquerait que la sélection naturelle ne le maintienne qu'à une fréquence faible dans la population : deux personnes sur dix sont hétérozygotes et environ une sur dix est homozygote.